# Det hvide vandtårn (Fredericia)
 For alternative betydninger, se Det hvide vandtårn. (Se også artikler, som begynder med Det hvide vandtårn)
Det hvide vandtårn er et vandtårn på Prins Georgs Bastion, 125 m nordøst for Prinsens Port i Fredericia. Tårnet blev opført i 1908 og var i brug til 1994. Tårnet fungerer i dag som udsigtstårn, da platformen øverst på tårnet ligger 44 meter over havets overflade. Kunstneren Søren Hausgaard Kjær har udsmykket tårnet indvendigt.